# Krasnoe (Oblast' di Lipeck)
Krasnoe  in russo Красное? è una località della oblast' di Lipeck, situata nella Russia europea, centro amministrativo del Krasninskij rajon.